# Begonia sect. Gaerdtia
Begonia sect. Gaerdtia  es una sección del género Begonia, perteneciente a la familia de las begoniáceas, a la cual pertenecen las siguientes especies:

## Especies
- Begonia edmundoi
- Begonia jureiensis
- Begonia kunthiana
- Begonia lubbersii
- Begonia macduffieana
- Begonia maculata
- Begonia pseudolubbersii
- Begonia undulata